# 拉沙佩勒 (萨瓦省)
拉沙佩勒（法語：La Chapelle，法語發音：[la ʃapɛl] ⓘ）是法国萨瓦省的一个市镇，属于圣让德莫里耶讷区。

## 地理
拉沙佩勒（45°25'8"N, 6°16'41"E）面积12.28 平方千米，位于法国奥弗涅-罗讷-阿尔卑斯大区萨瓦省，该省份为法国东部省份，历史上为薩伏依的一部分，北起上萨瓦省，西接伊泽尔省和安省，南部和东部与上阿尔卑斯省和意大利接壤。
与拉沙佩勒接壤的市镇（或旧市镇、城区）包括：埃皮埃尔、圣莱热、圣弗朗索瓦-隆尚。
拉沙佩勒的时区为UTC+01:00、UTC+02:00（夏令时）。

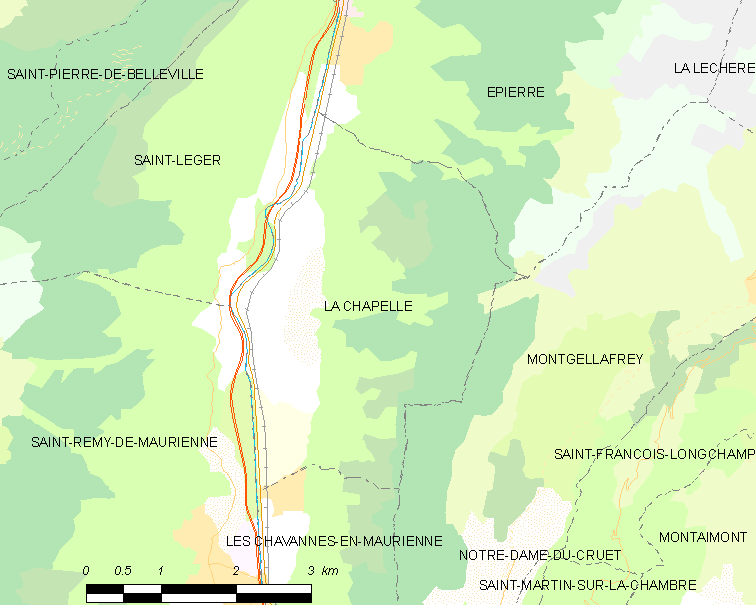
拉沙佩勒的OSM定位图

## 行政
拉沙佩勒的邮政编码为73660，INSEE市镇编码为73074。

## 政治
拉沙佩勒所属的省级选区为圣让德莫里耶讷县。

## 人口

1962-2008年间拉沙佩勒人口变化图示

拉沙佩勒于2022年1月1日时的人口数量为327人。